# 2681 Ostrovskij
2681 Ostrovskij este un asteroid din centura principală, descoperit pe 2 noiembrie 1975 de Tamara Smirnova.